# Pine City (Minnesota)
Pine City es una ciudad ubicada en el condado de Pine en el estado estadounidense de Minnesota. En el Censo de 2010 tenía una población de 3123 habitantes y una densidad poblacional de 308,78 personas por km².

## Geografía
Pine City se encuentra ubicada en las coordenadas 45°49′59″N 92°58′12″O / 45.83306, -92.97000. Según la Oficina del Censo de los Estados Unidos, Pine City tiene una superficie total de 10.11 km², de la cual 8.9 km² corresponden a tierra firme y (12.04 %) 1.22 km² es agua.

## Demografía
Según el censo de 2010, había 3123 personas residiendo en Pine City. La densidad de población era de 308,78 hab./km². De los 3123 habitantes, Pine City estaba compuesto por el 95.58 % blancos, el 0.26 % eran afroamericanos, el 1.54 % eran amerindios, el 0.74 % eran asiáticos, el 0.03 % eran isleños del Pacífico, el 0.19 % eran de otras razas y el 1.67 % pertenecían a dos o más razas. Del total de la población el 1.22 % eran hispanos o latinos de cualquier raza.